# Nancy Burghart
Nancy Burghart-Haviland née en 1945 à Queens, est une coureuse cycliste américaine.
Elle est intronisée au Temple de la renommée du cyclisme américain en 2007.

## Palmarès
- 1962
  -  Championne des États-Unis sur route
- 1964
  -  Championne des États-Unis sur route
- 1967
  -  Championne des États-Unis sur route
  -  Championne des États-Unis de poursuite
  -  Championne des États-Unis de la vitesse
- 1968
  -  Championne des États-Unis sur route
  -  Championne des États-Unis de poursuite
  -  Championne des États-Unis de la vitesse
- 1969
  - 21e de la course en ligne des championnats du monde de cyclisme sur route 1969